# NGC 4314
NGC 4314 is een balkspiraalstelsel in het sterrenbeeld Hoofdhaar. Het hemelobject ligt 40 miljoen lichtjaar van de Aarde verwijderd en werd op 13 maart 1785 ontdekt door de Duits-Britse astronoom William Herschel. In het midden van het sterrenstelsel is een ring aanwezig met een straal van 1000 lichtjaar, die bestaat uit een verzameling van 5 miljoen jaar oude sterren. Dat is eerder uitzonderlijk, omdat het ontstaangebied van sterren zich meestal in de spiraalarmen bevindt.

## Synoniemen
- UGC 7443
- MCG 5-29-75
- ZWG 158.93
- KUG 1220+301
- IRAS 12200+3010
- PGC 40097